# Polzuhn

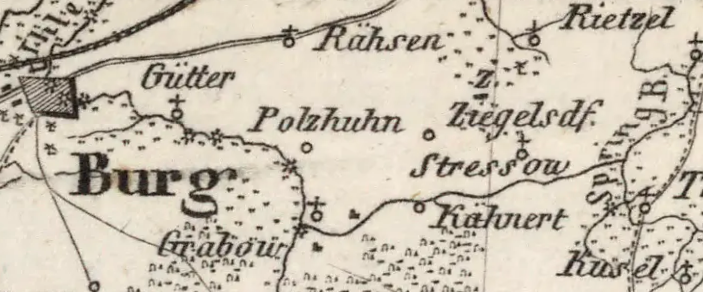
Karte "Die Herzogthümer Anhalt Dessau, Cöthen u. Bernburg" von 1854 mit Erwähnung der Ortschaft Polzhuhn.

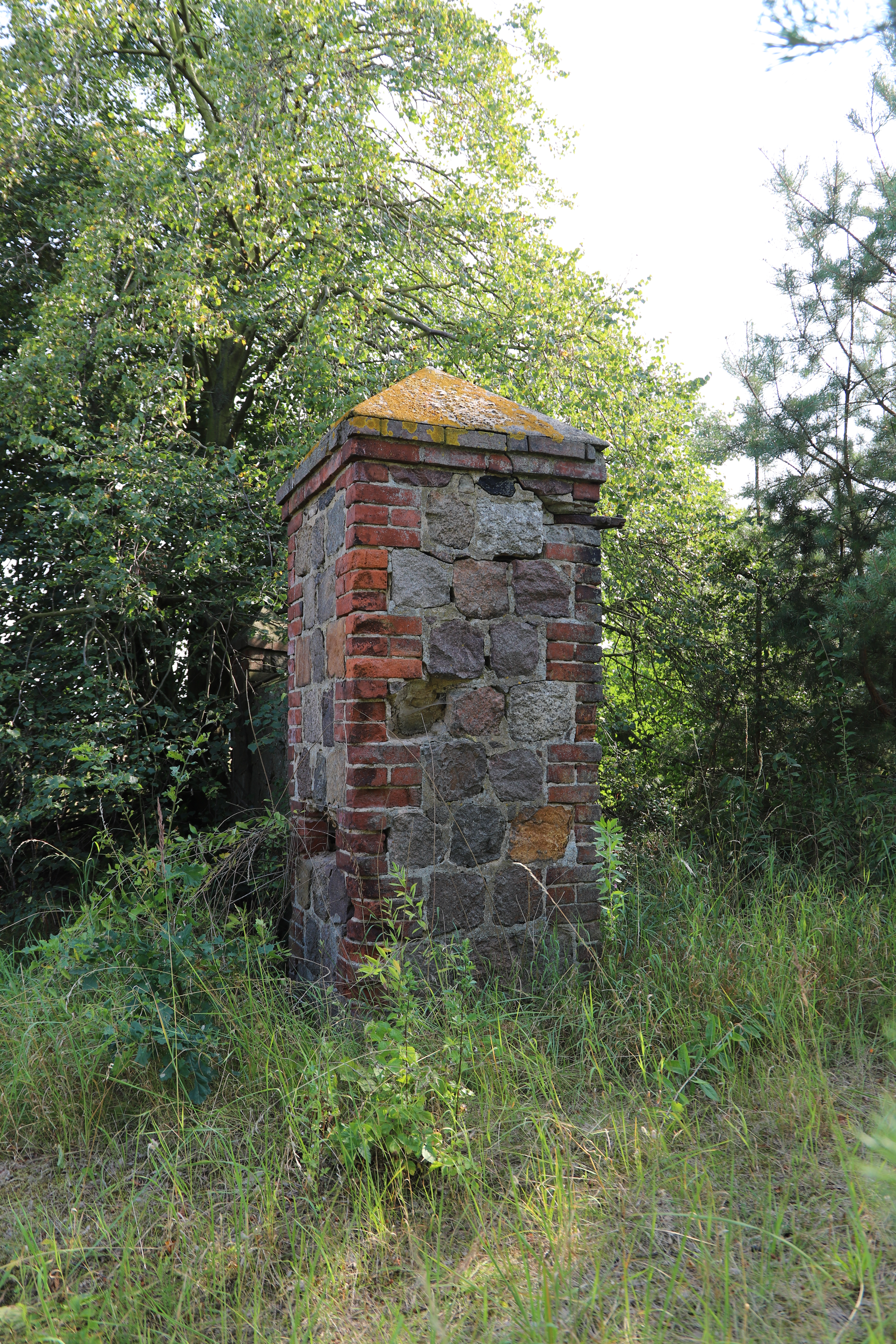
Mauerreste an der ehemaligen Dorfstelle Polzuhn.

Polzuhn war ein heute wüst liegendes Dorf im Gebiet des Landkreises Jerichower Land.

## Geographie
Polzuhn lag 2 km nördlich der Gemeinde Grabow im heutigen Gebiet der Stadt Möckern. Hinzu gehörte die Polzuhnsche Mühle, welche sich westlich am Fluss Ihle befand.

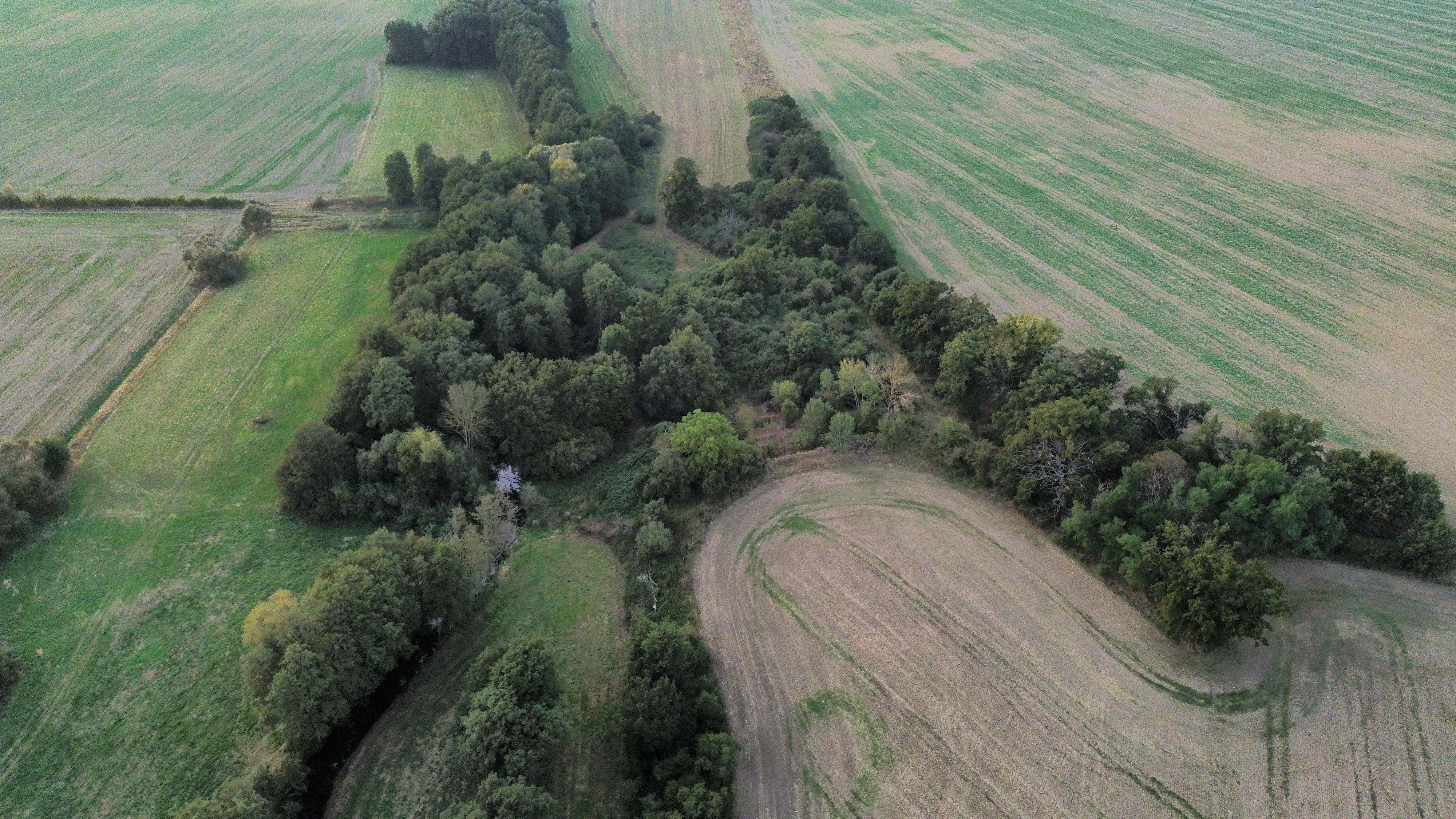
Luftaufnahme Polzuhnsche Mühle (2024)

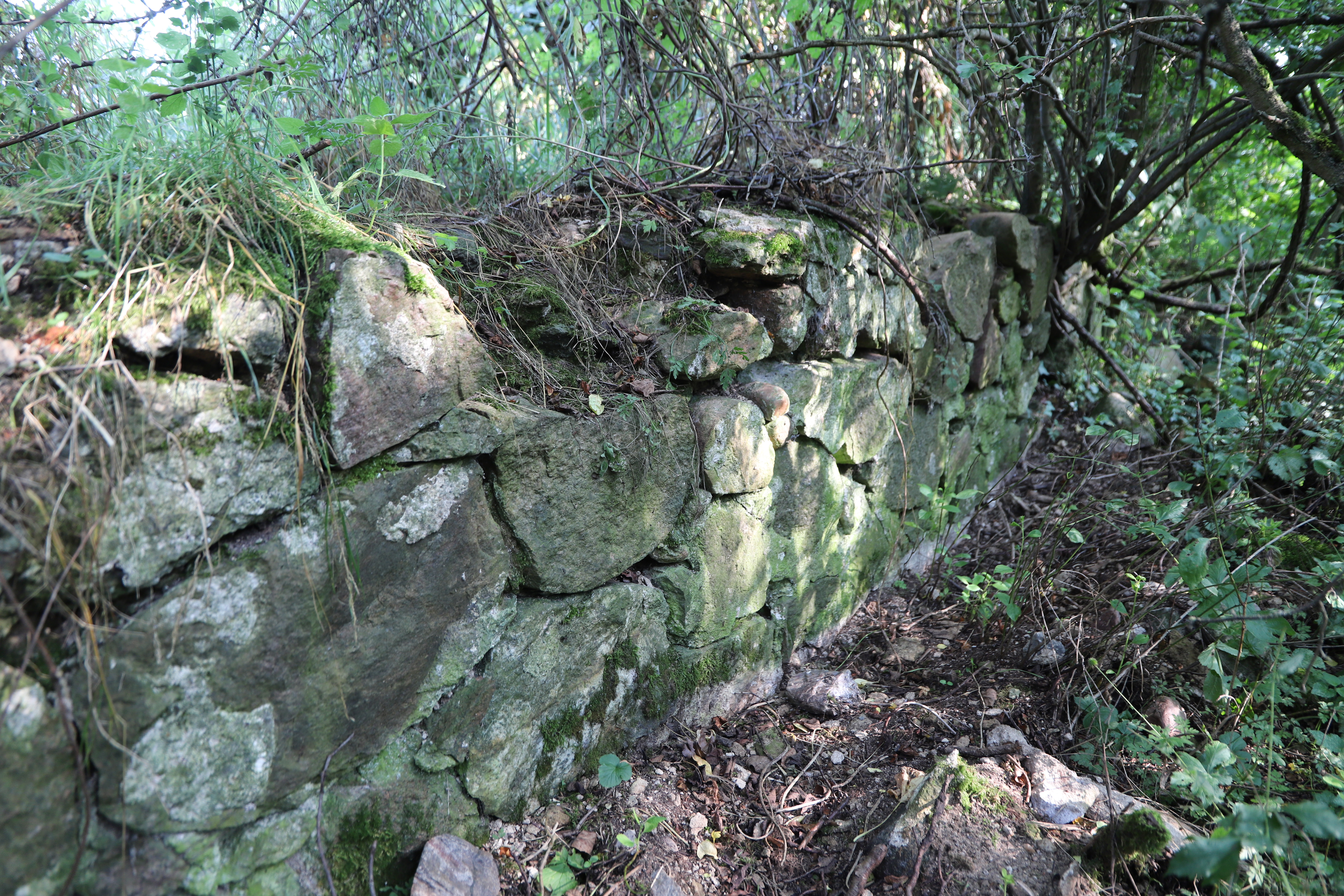
Mauerreste an der Polzuhnschen Mühle.

Heute gibt es nur 700 m weiter südlich den zu Grabow gehörenden Wohnplatz "Grille". Nur 200 m weiter östlich befindet sich eine kleine Erhebung, welche als "Judenberg" bezeichnet wird und mit dem Kürzel NDF0002JL als flächenhaftes Naturdenkmal in der Liste der Naturdenkmale im Landkreis Jerichower Land vermerkt ist.

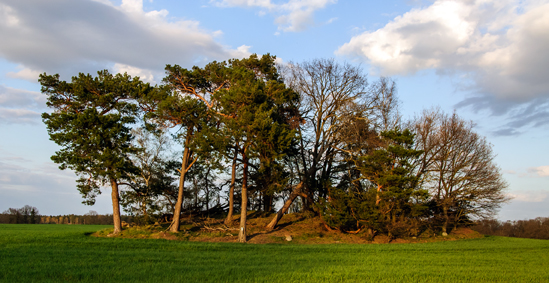
"Judenberg" östlich der ehemaligen Dorfstelle Polzuhn.

## Geschichte
Das Dorf Polzuhn wird zuerst am 6. Januar 1306 erwähnt. Zu diesem Zeitpunkt gehörte das Dorf dem Domkapitel Magdeburg und wurde zusammen mit einer Mühle und weiteren Gütern an den Bischof Friedrich von Brandenburg verkauft.
Im 14. Jahrhundert befand sich Boltzuhn im Besitz der Brüder Gebhard und Hildebrandt von Plote, die zwei Mansos (mittelalterliche landwirtschaftliche Betriebe) und eine Mühle in „Pletzim“ bewirtschafteten. In einer Urkunde aus der Zeit von 1383 bis 1403 wird ihnen zusätzlich eine „holtestede“ (Waldstück oder ein Platz für Holzwirtschaft) verliehen, wodurch sie umfassende Rechte an der Nutzung des Dorfes und seiner Umgebung besaßen. 1447 belehnte Erzbischof Friedrich III. von Magdeburg die Brüder von Plote mit der „Kapelle zu Balsane oder Baltzune“. In einer weiteren Urkunde aus dem Jahr 1461 wurden ihnen erneut alle Rechte an „die capellen zu Bolsina“ sowie den Ländereien in Boltzuhn bestätigt.
Trotz dieser Hinweise auf eine funktionierende Siedlung im 15. Jahrhundert deuten spätere Aufzeichnungen darauf hin, dass das Dorf Boltzuhn um diese Zeit bereits aufgegeben wurde. 1533 wird Boltzuhn als „wüste Dorffstede“ bezeichnet, was darauf hinweist, dass die Siedlung selbst verfallen war, die umliegenden Ländereien und die Mühle jedoch weiterhin genutzt wurden. In einem Vertrag vom 28. Oktober 1533 zwischen Kardinal Albrecht und Kurfürst Joachim I. wird Boltzuhn als Teil eines Landtausches erwähnt. In diesem Zusammenhang wurde auch die Mühle von Boltzuhn genannt, die zu dieser Zeit noch in Betrieb war.
Die Familie von Wulffen erwarb 1533 die Rechte an Boltzuhn. Wichmann und Otto von Wulffen erhielten vom Kurfürsten die Nutzungsrechte an den Heideflächen rund um Grabow sowie an den Feldern von Pietzpulver, Schaliepenerschen und Madelmark, die zum ehemaligen Boltzuhn gehörten. Zudem erhielten sie das Recht, weiterhin die Mühle und die zugehörigen Ländereien zu betreiben. Die Brüder von Wulffen blieben für viele Jahrzehnte die Besitzer dieser Flächen.
Der Ort wird in verschiedenen historischen Dokumenten erwähnt, so findet sich im Buch von Johann Ludwig Heineccius „Ausführliche topographische Beschreibung des Herzogtums Magdeburg und der Grafschaft Mansfeld, Magdeburgischen Antheils“  von 1785 folgende Beschreibung:
Polzuhn, ein adliches dem Herrn von Wulfen zu Grabow gehöriges, nach Grabow eingefartes Vorwerk mit 2 Feuerstellen, einer Schäferei und einer Wassermahlmühle von einem Gange, die dem Müller eigenthümlich gehört, und von der Ihle getrieben wird. Die Grundstücke dieses Vorwerks bestehen in 1548 Morgen Acker zu 11½ Wispel Winter- und 11 Wispel Sommeraussaat, 60 Morgen zweihauigrer Wiesen an der Ihle zu 30 Fuder Ertrag, 6 Morgen Gartenland, 16 Morgen Kihnen, und Birkenholzung und einem verfallenen Mühlenteich. Das Vorwerk hat die Hürhung in der Grabowschen Heide. Im Jahr 1782 war 19 die Seelenzahl, und in den letzten zehn Jahren sind 3 geboren und 2 gestorben.
Im Magazin für die neue Historie und Geographie von Anton Friedrich Büsching von 1773 wird im Kapitel „Mark Brandeburg und Herzogthum Magdeburg“ an vierter Stelle das Dorf Pottziehn erwähnt sowie an elfter Stelle die Polzuhnsche Mühle.
Auf der Strecke der Kleinbahn des Kreises Jerichow I zwischen Burg (bei Magdeburg) und Ziesar, wird bei Streckenkilometer 7,8 der Haltepunkt Polzuhn erwähnt. Erstmals wird dieser zwischen 1947 und 1951 angefahren und wurde am 25. September 1965 stillgelegt. Heute befindet sich auf der ehemaligen Strecke der Kleinbahn zwischen Burg und Grabow ein Fahrradweg.

## Namensherkunft
In der Onomatologie findet sich der Familienname Polzihn, welcher aus der Region Pommern stammt und in verschiedenen Schreibweisen und Dialektformen verwendet wird.
Polzuhn ist im deutschen ein Patronym, das heißt ein Name, der ursprünglich auf den Vornamen des Vaters oder eines anderen Vorfahrens zurückzuführen ist. Somit lässt sich die Bedeutung "der Sohn des Paul" ableiten.
| Ortsname  | Jahr der Nennung | Quelle der Nennung                                                                                |
| --------- | ---------------- | ------------------------------------------------------------------------------------------------- |
| Bultzin   | 1306             |                                                                                                   |
| Pletzim   | 1383             |                                                                                                   |
| Boltzun   | 1447             |                                                                                                   |
| Balsune   | 1447             |                                                                                                   |
| Bolsin    | 1461             |                                                                                                   |
| Pottziehn | 1773             | "Magazin für die neue Historie und Geographie" von Anton Friedrich Büsching                       |
| Polzun    | 1788             | Karte "Saxoniae Tractus Ducatum Magdebur Gensem cum suo Circulo Salico" von Johann Baptist Homann |
| Polzhuhn  | 1854             | "Die Herzogthümer Anhalt Dessau, Cöthen u. Bernburg" von Joseph Meyer                             |
| Bolzun    | 1893             | Karte "Burg a. d. Ihle. Karte des Deutschen Reiches." des Reichsamt für Landesaufnahme            |
| Polzuhn   |                  |                                                                                                   |